# Cantone di Woippy
Il Cantone di Woippy era una divisione amministrativa dell'arrondissement di Metz-Campagne.
È stato soppresso a seguito della riforma complessiva dei cantoni del 2014, che è entrata in vigore con le elezioni dipartimentali del 2015.
Comprendeva i comuni di:
- Le Ban-Saint-Martin
- Longeville-lès-Metz
- Lorry-lès-Metz
- La Maxe
- Moulins-lès-Metz
- Plappeville
- Scy-Chazelles
- Woippy